# Harald Ulrik Sverdrup

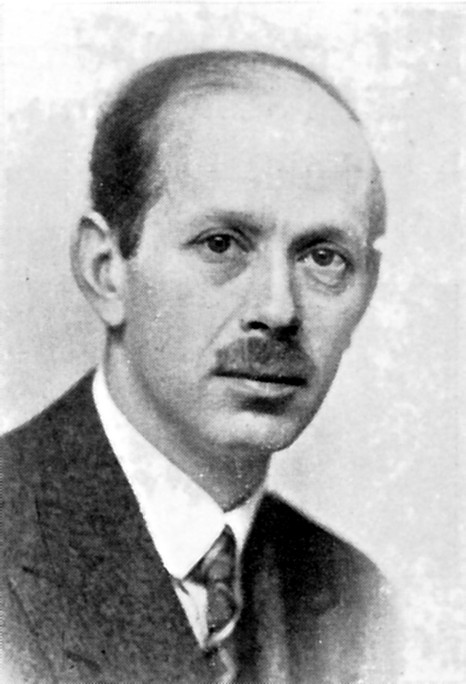
Harald Sverdrup

Harald Ulrik Sverdrup (* 15. November 1888 in Sogndal, Norwegen; † 21. August 1957) war ein norwegischer Ozeanograph.

## Leben
Nach dem Studium in Oslo mit dem Kandidatenabschluss 1914 setzte er sein Studium in Leipzig fort und wurde dort 1917 bei Vilhelm Bjerknes am Geophysikalischen Institut promoviert. Er leitete von 1918 bis 1925 unter Roald Amundsen auf der Maud-Expedition die wissenschaftlichen Arbeiten zur Erforschung der Nordostpassage auf den Spuren der Fram. Dabei untersuchte er unter anderem die Gezeiten in der Arktis. Nach dieser Forschungsreise wurde er 1926 zum Professor am Institut für Geophysik in Bergen berufen, heute ein Teil der 1946 gegründeten Universität Bergen. 1931 nahm Sverdrup als leitender Wissenschaftler an Hubert Wilkins’ missglückter Nordpolfahrt mit dem U-Boot Nautilus teil, an Bord auch Bernhard Villinger. 1936 wurde er zum Direktor der Scripps Institution of Oceanography benannt, das er bis 1948 leitete. Ursprünglich wollte er nur drei Jahre bleiben, was durch den Ausbruch des Zweiten Weltkriegs verlängert wurde.
Auf insgesamt 33 Expeditionen mit dem Forschungsschiff E. W. Scripps in den Jahren 1938 bis 1941 erstellte er einen detaillierten ozeanographischen Datensatz vor der Küste Kaliforniens. Im Zweiten Weltkrieg beteiligte er sich durch seine ozeanographische Arbeit an der Sicherstellung von maritimen Kampfhandlungen der Alliierten. Im Jahr 1948 wurde er zum Leiter des neuen Norsk Polarinstitutt in Oslo berufen und übernahm 1949 das Patronat über die norwegisch-schwedisch-britische Antarktis-Expedition. Mit dem Forschungsschiff Norsel reiste er 1951 selbst in die Antarktis.
1942 veröffentlichte er sein Lehrbuch The oceans, das lange ein Standardwerk war.
1953 führte er das Konzept der kritischen Tiefe zur Erklärung der Algenblüte im Meer im Frühling ein. Sie ist die Tiefe, in der sich die Algenpopulation durch Photosynthese gerade erhält, ohne zu wachsen. Ist die Durchmischungstiefe im Ozean größer als kritischen Tiefe, sinkt die Algenpopulation, da Teile der Algenpopulation in Tiefen unterhalb der kritischen Tiefe transportiert werden; ist die Tiefe geringer, wächst die Algenpopulation.

## Ehrungen
Nach ihm wurden die für Meeresströmungen benutzte Maßeinheit Sverdrup (Sv) sowie die Sverdrupfjella im Königin-Maud-Land (Antarktika) und die Sverdrup-Nunatakker an der Südostküste von Palmerland benannt.
Sverdrup zu Ehren vergibt die American Meteorological Society die Sverdrup Gold Medal. 1951 erhielt er die William Bowie Medal, 1930 die Vega-Medaille und 1938 die Alexander Agassiz Medal sowie den schwedischen Nordstern-Orden. Er war Mitglied der National Academy of Sciences (1952), der American Academy of Arts and Sciences (1944) und der Norwegischen Akademie der Wissenschaften.

## Schriften
- mit Martin W. Johnson, Richard H. Fleming: The Oceans: Their Physics, Chemistry and General Biology, Prentice-Hall 1942, Neuauflage 1970, Online